# Walter von Steinäcker
Walter Maria Erich Freiherr von Steinäcker, auch Walther von Steinaecker (* 18. Juni 1883 in Köln; † 7. November 1956 in Bonn) war ein deutscher Jurist und Nationalsozialist, der zur Zeit des Nationalsozialismus zunächst Generalstaatsanwalt, dann Präsident des Oberlandesgerichts Breslau und schließlich Präsident des Landeserbhofgerichts war.

## Biografie
Steinäcker war der Sohn der Karola Mayer-Fitzeroy  (* 1854; †  1920), Tochter eines Rechtsanwalts, und des späteren Generalleutnants Heinrich von Steinaecker (Steinäcker) (* 1850; †  1926). Er hatte sechs Geschwister, die Vorfahren wurden 1637 nobilitiert. Nach dem Jurastudium trat Steinäcker 1913 als Gerichtsassessor in den Justizdienst ein. Nach dem Ersten Weltkrieg – Steinäcker war ein „militärisch als untauglich eingestufter und somit ungedienter Jurist“ – war er ab 1919 Staatsanwalt in Ratibor, dann ab 1922 in Essen und ab 1927 am Landgericht III in Berlin tätig. Ab 1929 war er Oberstaatsanwalt in Braunsberg und ab Mai 1930 in gleicher Funktion am Landgericht I in Berlin tätig. Steinäcker war als Oberstaatsanwalt in den öffentlichkeitswirksamen Prozess um den Sklarek-Skandal involviert, den er als „Symptom des Zeitgeistes“ ansah: Gegen Ende der Beweisaufnahme konstatierte er, das Verfahren habe „in Abgründe der sittlichen Auffassung hineingeleuchtet, die man in Deutschland nicht für möglich gehalten hätte“.
Anfang Dezember 1931 wurde er Mitglied der NSDAP und betätigte sich im Propagandastab der Partei, weswegen er im Oktober 1932 einen Verweis seines Vorgesetzten erhielt. Beim Bund Nationalsozialistischer Deutscher Juristen (BNSDJ) wurde er Gaufachgruppenleiter. Der SA trat Steinäcker Anfang November 1933 im Rang eines Rottenführers bei, wurde eine Woche später zum SA-Sturmbannführer befördert und erreichte nach dem neuesten Stand der Forschung in dieser NS-Organisation am 9. November 1943 den Rang eines SA-Oberführers. Er trat als Parteiredner auf. Steinäcker war der SA-Gruppe (Division) Niedersachsen zugeordnet.
Nach der Machtergreifung der Nationalsozialisten war Steinäcker im Zuge von Personalwechseln im Reichsjustizministerium als Nachfolger des Zentrum-Mitglieds Heinrich Hölscher im Gespräch. Schließlich wurde er Anfang Juni 1933 Generalstaatsanwalt in Hamm. In von ihm verfassten juristischen Aufsätzen forderte er im NS-Duktus ein scharfes Vorgehen gegen Kommunisten und setzte sich für harte Strafen bei Hoch- und Landesverrat ein. Auch befürwortete er Zwangssterilisierungen von Kriminellen zum Schutz der so genannten Volksgemeinschaft. Er resümierte seine Tätigkeit als Generalstaatsanwalt in Hamm mit dem Ergebnis, „dass alles verschwände, was nicht tauglich für das Dritte Reich und die Aufgaben des Führers war“.
Anfang Januar 1936 wurde er Präsident des Oberlandesgerichtes Breslau. Im Januar 1943 wurde er Präsident des Landeserbhofgerichts in Celle. Im Herbst 1944 wurde das Landeserbhofgericht aufgelöst. Steinäcker vertrat danach Hans Semler während dessen kriegsbedingten Abwesenheit kommissarisch als Präsident am Oberlandesgericht Hamm.
Gegen Ende des Zweiten Weltkrieges wurde Steinäcker im April 1945 festgenommen und befand sich danach in US-amerikanischer Internierung. Er trat 1948 in den Ruhestand und erhielt danach eine Pension als Oberstaatsanwalt.
Walter von Steinäcker war dreimal verheiratet, in erster Ehe mit Ludovica von Steinle, in zweiter Beziehung mit Johanne Ingenrieth und in dritter Ehe mit Margot Wisnewski. Die Kinder Sibylle, Dorothea und Walther stammen aus erster Ehe. Der Sohn Walther, 1917 in Berlin geboren, starb 1943 als Kapitänleutnant und U-Boot-Kommandant.